# Ulla Höpken
Ulla Höpken (* 1943 in Sankt Goarshausen) ist eine deutsche Malerin.

## Leben
Ulla Höpken studierte nach ihrer Ausbildung an der Glasfachschule Hadamar, von 1965 bis 1968 an der Akademie der Bildenden Künste Stuttgart bei Professor Walter Brudi. Sie lebte und arbeitete in Baden-Württemberg und war in einem Tübinger Unternehmen künstlerisch beratend tätig. Dort entstanden auch die ersten Glasfenster für Kirche und profane Architektur. Ab 1975 wandte Höpken sich der freien Malerei zu.
Nach Auslandsaufenthalten in Spanien und Italien zog sie nach Nordrhein-Westfalen in das Künstlerhaus Kenkmannshof Recklinghausen, das sie mit ihrem Kollegen und Lebensgefährten Ralph Herrmann bis 2007 leitete. Von 1992 bis 2001 war sie Vorstandsmitglied und Aufsichtsrat der Genossenschaft Bildender Künstler Weimar. Seit 2007 lebt und arbeitet Ulla Höpken mit ihrem Partner Ralph Herrmann im eigenen Atelierhaus in Recklinghausen.

## Arbeiten im öffentlichen Raum und in Unternehmen
Glasgestaltungen: Tübingen, Heidenheim, Horb, Recklinghausen
Malerei:
- Sparkasse Vest Recklinghausen
- Sparkasse Dorsten
- Sparkasse Marl
- Sparkasse Oberhausen
- Sparkasse Datteln
- Knappschaftskrankenhaus Recklinghausen
- E.on Fernwärme GmbH Gelsenkirchen
- Foyer der EOS-Zentrale Hamburg
- Rathaus Hannover
- Beiersdorf AG Hamburg
- Bundesagentur für Arbeit Essen

## Ausstellungen
Integrata Galerie: Tübingen, München, Düsseldorf, Münster; Galerie Runder Turm Sigmaringen; Paulus Galerie Albstadt; Hohenzollernhalle Bisingen; Kunstkreisgalerie Landshut; Münsterlandmuseum Burg Vischering Lüdinghausen; Landesvertretung Baden-Württemberg Bonn; Galerie Reimus Essen; Museum Schloss Wilhelmsburg Schmalkalden; Galerie Haus Opherdicke Unna; Hermann-Grochtmann-Museum; ART Hamburg; Galerie im Cranachhaus Weimar; Barmer Kunsthalle BKG Wuppertal; Galerie Kley Hamm; Galerie Haus Herbede Witten; Auf-GE-zäumt Projekt Gelsenkirchen; Johanneskapelle Bielefeld; EOS Zentrale Hamburg

## Publikationen
- Lyrik-Bildband Wie eine Säule aus Glas Gulde Verlag Tübingen
- Kunstkalender Integrata Tübingen
- Das Glasfenster nach 1945 Verlag Hannesschläger Augsburg
- Kunsthandel N. Vauth-Pawlak: Städte und Landschaften Kunstkalender 2005, 2006, 2007, 2008